# Парни в синей форме
«Парни в синей форме» — американский боевик 1973 года, в котором Роберт Блейк играет полицейского-мотоциклиста из Аризоны, а Билли «Грин» Буш — его напарника. Продюсером и режиссёром фильма выступил Джеймс Уильям Гуэрсио. Название фильма связано с моделью мотоцикла Harley-Davidson Electra Glide, выпущенного для полиции. Саундтрек был исполнен членами группы «Чикаго»; Гуэрсио в то время продюсировал их и участвовал в релизе многие их альбомы. Участники группы также исполнили несколько второстепенных ролей в фильме.

## Сюжет
Джон Уинтергрин — полицейский-мотоциклист, который патрулирует сельские шоссе Аризоны со своим напарником Зиппером. Уинтергрин — опытный патрульный, которого хотят перевести в отдел по расследованию убийств. Когда Крейзи Вилли сообщает ему об очевидном суициде, совершённом посредством выстрела из дробовика, Уинтергрин уверен, что дело в реальности является убийством, поскольку выстрелы обнаружены на груди жертвы, в то время как обычно самоубийцы стреляют в голову. Детектив Харв Пул соглашается с ним после обнаружения .22 LR среди пуль в теле убитого во время вскрытия, а также распространения слуха о возможном исчезновении 5,000 долларов (28,200 долларов сейчас) из дома жертвы, и организует перевод Уинтергрина в отдел расследований, чтобы завершить дело.
Мечта Уинтергрина исполняется, но его радость недолговечна. Он начинает всё больше отождествлять себя с хиппи, которых другие офицеры, включая детектива Пула, бесконечно преследуют. Последней каплей для Пула стала новость о том, что Уинтергрин спал с его девушкой Джолин. Из-за враждебной обстановки на рабочем месте его быстро понижают в должности обратно в Службу безопасности дорожного движения.
Несмотря на разжалование, Уинтергрин в состоянии раскрыть преступление. Убийцей оказывается Вилли, который признаётся после того, как Уинтергрин заставляет его рассказать об этом. Уинтергрин предполагает, что Вилли сделал это из-за ревности к старику, которого он убил, который часто приводил молодых людей к себе домой, чтобы купить наркотики. Вскоре после этого обнаруживается, что Зиппер украл 5,000 долларов, которые потратил на покупку мотоцикла Electra Glide. Уинтергрин вынужден застрелить Зиппера после того, как он становится подавленным, агрессивным и стреляет в Уинтергрина, угрожая невинному свидетелю и размахивая пистолетом.
Уинтергрин в одиночку возвращается к своему старому ритму и сталкивается с хиппи, которого Зиппер ранее безосновательно запугивал. Узнав его, Уинтергрин отпускает его с предупреждением, но хиппи забывает свои водительские права, и Уинтергрин догоняет его фургон, чтобы вернуть их. Пассажир хиппи указывает на дробовик из заднего окна и стреляет в Уинтергрина, убивая его.

## В ролях
| Актёр            | Роль                   |
| ---------------- | ---------------------- |
| Роберт Блейк     | офицер Джон Уинтергрин |
| Билли «Грин» Буш | офицер Зиппер Дэвис    |
| Митчелл Райан    | детектив Харви Пул     |
| Джаннин Райли    | Джолин                 |
| Элиша Кук        | Вилли                  |
| Ройал Дэно       | патологоанатом         |
| Хоук Волински    | водитель автобуса      |
| Питер Сетера     | Боб Земко              |
| Терри Кэт        | убийца                 |
| Джо Сэмсил       | сержант Райкер         |
| Джейсон Кларк    | детектив Лос-Анджелеса |
| Майкл Батлер     | водитель фургона       |
| Сьюзан Форристал | мороженщица            |
| Ник Нолти        | хиппи                  |

## История создания
Первое время режиссёр Джеймс Уильям Гуэрсио получал зарплату в один доллар, чтобы иметь бюджет на оплату труда Конрада Холла, своего кинооператора. Во время обсуждений выяснилось, что Гуэрсио и Холл не сошлись во мнении о том, как должен выглядеть фильм; компромисс был найден, когда Гуэрсио снимал наружные сцены в стиле фильмов Джона Форда (чего хотел добиться Гуэрсио), в то время как Холл мог настроить и снимать все наружные сцены так, как он считал нужным. Как отмечено в комментариях DVD, Гуэрсио утверждает, что большая часть фильма была снята без разрешений, потому что Дорожный патруль Аризоны не согласился сотрудничать с постановщиками. Фильм был снят в Долине монументов и Фаунтейн-Хиллз, штат Аризона.
Гуэрсио был известен как продюсер рок-группы «Чикаго». Участники группы появляются в фильме во второстепенных ролях, включая Питера Сетера, Терри Кэт и Ли Лафнейна и Волтера Паразайдера, а также Хоука Волински из продюсерской группы Гуэрсио «Мадура». Музыканты «Чикаго» также исполнили саундтрек к фильму. Альбом саундтрека включал четырехстраничный раскладной плакат Роберта Блейка, стоящего рядом со своим мотоциклом на утёсе с видом на Долину Монументов.

## Прокат и релизы
«Парни в синей форме» был выпущен на DVD компанией MGM 22 марта 2005 года. Blu-ray был выпущен 4 июня 2013 года Shout! Factory.

## Критика
На фильм написан обзор в «The New York Times», который описал его как «зловещий», но изображающий «очень обычные или очень смущающие вещи: грубо поставленная байкерская погоня или признания развратной барной девушки которые выглядят и звучат как актёрское упражнение на втором году в драматической школе».
Фильм был представлен на Каннском кинофестивале в 1973 году. Роберт Блейк был номинирован на «Золотой глобус» за свою игру.
В 2012 году журнал «Time» назвал «Парни в синей форме» «забытой культовой классикой, которая могла произойти только в начале 70-х годов» и написал: «это причудливый, но незабываемый фильм — часть изучения характера, часть изучения формирующейся молодежной культуры — с участием выдающейся операторской работы будущего обладателя „Оскара“ кинематографиста Конрада Холла». Фильм получил оценку 67 процентов на Rotten Tomatoes.